# Al-Shahania SC
Der al-Shahania SC (arabisch نادي الشحانية الرياضي, DMG Nādī š-Šaḥāniyya ar-riyāḍī) ist ein katarischer Sportklub mit Sitz in der Stadt asch-Schahaniyya.

## Geschichte
Der Klub wurde am 27. Dezember 1998 als al-Nasr gegründet. Ursprünglich noch in al-Jemailiya zog man nach Beschluss von Scheich Jassim bin Thamer Al Thani 2001 in den Hauptort der Gemeinde asch-Schahaniyya. Im Jahr 2004 wurde der Name dann in al-Shahaniya geändert, um den die eigene Region besser zu repräsentieren.

### Fußball-Abteilung
Die Fußball-Mannschaft beendete ihre erste Saison in der zweiten Liga mit 16 Punkten und einem vierten Platz. Ungefähr in dieser Region platzierte sich der Klub auch in den nächsten Jahren, manchmal wurde man aber auch Schlusslicht der Liga. Nach einem dritten Platz in der Vorsaison stieg man schließlich erstmals zur Spielzeit 2014/15 in die Qatar Stars League auf. Mit 20 Punkten ging es als Vorletzter jedoch direkt wieder eine Liga tiefer. Gleich zur Spielzeit 2016/17 kehrte man zwar direkt wieder zurück, diesmal reichten aber auch 22 Punkte über den 12. Platz nicht für einen Klassenerhalt. Aber auch zur Saison 2018/19 gelang noch einmal der direkte Wiederaufstieg, diesmal sammelte man 27 Punkte und konnte erstmals die Lage in der ersten Liga über den siebten Platz halten. Dies gelang jedoch nicht in der Folgesaison und so ging es als Tabellenschlusslicht dann doch wieder runter. Somit spielt der Klub auch noch bis heute in der zweiten Spielklasse.

### Stadion
Seine Heimspiele trägt der Klub im in Doha liegenden Grand-Hamad-Stadion aus.